# The Voice (1.ª temporada)
A primeira temporada  de The Voice, um talent show norte-americano, estreou no dia 26 de abril de 2011 pela NBC. O vencedor da primeira temporada foi Javier Colon, orientado pelo técnico Adam Levine, a exibição final foi em 29 de junho de 2011. Imediatamente provou ser um sucesso da NBC e a rede renovou a série para uma segunda temporada.

## Resumo/Formato
A série faz parte da franquia The Voice e é baseada em um formato de competição semelhante da Holanda, intitulado The Voice of Holland, vencida por Ben Saunders. A primeira série norte-americana foi apresentada por Carson Daly, e com Alison Haislip servindo como correspondente dos bastidores e das redes sociais. O vencedor recebeu 100 000 dólares e um contrato com a gravadora Universal Republic Records. Christina Aguilera, Cee Lo Green, Adam Levine (vocalista do Maroon 5) e Blake Shelton são os juízes e treinadores vocais.
A série consiste em três fases: blind auditions (audições às cegas), battle rounds (uma fase de batalhas), e os shows ao vivo. Quatro jurados/treinadores, todos eles músicos famosos, escolhem as suas equipes de concorrentes por meio de um processo de audição às cegas, onde eles apenas ouvem o candidato sem o ver. Cada jurado tem cerca de um minuto e meio para decidir se quer o artista em sua equipe, e se quer, ele aperta um botão para ver o artista que selecionou. Se existirem dois ou mais jurados que querem o cantor (o que acontece frequentemente), o artista escolhe de qual equipe ele quer fazer parte.
Cada equipe de cantores é orientada e desenvolvida por seu treinador. Na segunda etapa, os técnicos dividem a equipe em pares, e estes batalharão entre si, cantando a mesma canção. O treinador escolhe o vencedor da batalha, e este avança para a fase seguinte. Na fase final, os competidores restantes competem uns contra os outros em transmissões ao vivo. A audiência televisiva ajuda a decidir quem avança. Quando resta apenas um artista para cada treinador, os quatro participantes competem uns contra os outros na final.

## Audições
Audições seletivas foram realizadas em oito cidades dos Estados Unidos entre meados de janeiro e meados de Fevereiro de 2011: Chicago, New York, Miami, Nashville, Minneapolis, Austin, Los Angeles e Seattle. Os participantes também foram autorizados a apresentar vídeos online, num período que terminou em 01 de marco de 2011. Para os testes on-line, os concorrentes eram obrigados a cantar uma das dez músicas pré-selecionadas.
Os participantes de The Voice revelados pela veiculação de anúncios promocionais ou shows foram Colon Javier, Frenchie Davis, Nakia, Lukas Rossi, Cherie Oakley e Dia Frampton.

## Treinadores/Juízes
No final de fevereiro de 2011, a NBC começou anunciar os treinadores/juízes para a série. Os primeiros a assinar o contrato foram Cee Lo Green e Adam Levine (vocalista do Maroon 5). Christina Aguilera assinou logo no início de março de 2011. Blake Shelton foi escolhido como o juiz final, alguns dias depois.

## Apresentadores
Carson Daly é o apresentador do programa. Alison Haislip foi anunciado como a "correspondente de mídia online e social nos bastidores".

## Episódios

### Episódio 1: Audições às Cegas, Semana 1
O primeiro dos dois episódios gravados das Audições às Cegas foi transmitido em 26 de abril de 2011.
| Chave | Treinador bateu no seu botão "EU QUERO VOCÊ" | Participante eliminado sem treinador pressionando seu botão "EU QUERO VOCÊ" | Participante escolhido apenas por um treinador, então foi direto para a equipe dele | Participante escolheu fazer parte da equipe deste treinador |

| Ordem | Competidores                                                   | Música                                                     | Escolha dos Treinadores e Competidores | Escolha dos Treinadores e Competidores | Escolha dos Treinadores e Competidores | Escolha dos Treinadores e Competidores |
| Ordem | Competidores                                                   | Música                                                     | Adam                                   | Cee Lo                                 | Christina                              | Blake                                  |
| ----- | -------------------------------------------------------------- | ---------------------------------------------------------- | -------------------------------------- | -------------------------------------- | -------------------------------------- | -------------------------------------- |
| 1     | Tarralyn Ramsey 31, de Jacksonville, FL                        | "Breathe", Faith Hill                                      | —                                      |                                        |                                        | —                                      |
| 2     | Patrick Thomas 20, de Nashville, TN                            | "Live Like You Were Dying", Tim McGraw                     |                                        |                                        | —                                      |                                        |
| 3     | Jared Blake 32, de Star City, AR                               | "Good Girls Go Bad", Cobra Starship part. Leighton Meester | —                                      | —                                      | —                                      | —                                      |
| 4     | Vicci Martinez 26, de Tacoma, WA                               | "Rolling in the Deep", Adele                               | —                                      |                                        |                                        | —                                      |
| 5     | Sonia Rao 24, de Freehold, NJ                                  | "If I Ain't Got You", Alicia Keys                          | —                                      | —                                      | —                                      | —                                      |
| 6     | Elenowen (Josh & Nicole Johnson) Age Unknown, de Nashville, TN | "Falling Slowly", Glen Hansard & Markéta Irglová           | —                                      |                                        | —                                      |                                        |
| 7     | Frenchie Davis 31, de Los Angeles, CA                          | "I Kissed a Girl", Katy Perry                              | —                                      | —                                      |                                        | —                                      |
| 8     | Kelsey Rey 20, de Sebastian, FL                                | "American Boy", Estelle part. Kanye West                   |                                        |                                        |                                        | —                                      |
| 9     | Jeff Jenkins 22, de Jones Creek, TX                            | "Bless the Broken Road", Rascal Flatts                     |                                        |                                        |                                        |                                        |
| 10    | Rebecca Loebe 27, de Atlanta, GA                               | "Come As You Are", Nirvana                                 |                                        | —                                      |                                        | —                                      |
| 11    | Joann Rizzo 56, de Freehold, NJ                                | "I Say a Little Prayer", Dionne Warwick                    | —                                      | —                                      | —                                      | —                                      |
| 12    | Xenia 16, de Temecula, CA                                      | "Breakeven", The Script                                    | —                                      |                                        | —                                      |                                        |
| 13    | Tje Austin 27, de Austin, TX                                   | "Just the Way You Are", Bruno Mars                         |                                        |                                        | —                                      | —                                      |
| 14    | Javier Colon 33, de Stratford, CT                              | "Time After Time", Cyndi Lauper                            |                                        |                                        |                                        |                                        |
| 15    | Beverly McClellan 41, de Fort Lauderdale, FL                   | "Piece of My Heart", Erma Franklin                         |                                        | —                                      |                                        | —                                      |

### Episódio 2: Audições às Cegas, Semana 2
O segundo e último episódio das rodadas de Audições às Cegas foi transmitido em 3 de maio de 2011.
Devido à escassez de tempo, as performances de cinco dos concorrentes (Niki Dawson, Sara Oromchi, Serabee, Casey Desmond, e Justin Grennan) foram mostrado muito rapidamente, e o episódio não indicou as decisões individuais dos treinadores, apenas o resultado final de qual treinador acabou com qual competidor. Estes casos são indicados com a frase "Não Mostrado" na tabela. Os resultados completos da audição de Casey Desmond foram revelados no episódio 6.
| Ordem | Competidores                                         | Música                                     | Escolha dos Treinadores e Competidores | Escolha dos Treinadores e Competidores | Escolha dos Treinadores e Competidores | Escolha dos Treinadores e Competidores |
| Ordem | Competidores                                         | Música                                     | Adam                                   | Cee Lo                                 | Christina                              | Blake                                  |
| ----- | ---------------------------------------------------- | ------------------------------------------ | -------------------------------------- | -------------------------------------- | -------------------------------------- | -------------------------------------- |
| 1     | Cherie Oakley 29, de Nashville, TN                   | "Gunpowder & Lead", Miranda Lambert        | —                                      | —                                      |                                        | —                                      |
| 2     | Devon Barley 19, de Mattapoisett, MA                 | "I'm Yours", Jason Mraz                    |                                        |                                        | —                                      | —                                      |
| 3     | Joshua Hand 29, de West Palm Beach, Florida          | "Paparazzi", Lady Gaga                     | —                                      | —                                      | —                                      | —                                      |
| 4     | Raquel Castro 16, de Long Island, NY                 | "Bleeding Love", Leona Lewis               | —                                      | —                                      |                                        | —                                      |
| 5     | Emily Valentine 23, de Hollywood, CA                 | "Sober", Pink                              | —                                      |                                        | —                                      |                                        |
| 6     | Niki Dawson 19, de Jacksonville, Florida             | "Teenage Dream", Katy Perry                | Não Mostrado                           |                                        | Não Mostrado                           | Não Mostrado                           |
| 7     | Sara Oromchi 18, de San Jose, California             | "Imagine", John Lennon                     | Não Mostrado                           | Não Mostrado                           | Não Mostrado                           |                                        |
| 8     | Tim Mahoney 39, de Minneapolis, MN                   | "Bring It On Home to Me", Sam Cooke        |                                        | —                                      | —                                      | —                                      |
| 9     | Julia Eason 18, de Palos Verdes, CA                  | "Mercy", Duffy                             | —                                      |                                        |                                        | —                                      |
| 10    | Angela Wolff 25, de Metter, GA                       | "The House That Built Me", Miranda Lambert | —                                      | —                                      | —                                      | —                                      |
| 11    | Tyler Robinson 20, de Folsom, CA                     | "Hey, Soul Sister", Train                  | —                                      | —                                      | —                                      |                                        |
| 12    | Nakia 36, de Austin, TX                              | "Forget You", Cee Lo Green                 | —                                      |                                        | —                                      |                                        |
| 13    | Serabee 34, From Mississippi                         | "Son of a Preacher Man", Dusty Springfield | Não Mostrado                           | Não Mostrado                           | Não Mostrado                           |                                        |
| 14    | Casey Desmond 25, de Boston, MA                      | "Born This Way", Lady Gaga                 |                                        | —                                      | —                                      | —                                      |
| 15    | Justin Grennan De Enumclaw, WA                       | "Drops of Jupiter", Train                  | Não Mostrado                           | Não Mostrado                           |                                        | Não Mostrado                           |
| 16    | Dia Frampton (de Meg & Dia) 23, from St. George, UT  | "Bubbly", Colbie Caillat                   | —                                      |                                        | —                                      |                                        |
| 17    | Curtis Grimes 25, de Gilmer, TX                      | "Hillbilly Bone", Blake Shelton            | —                                      |                                        | —                                      | —                                      |
| 18    | Tori and Taylor Thompson 17 e 19, de Santa Maria, CA | "Stuck Like Glue", Sugarland               | —                                      |                                        | —                                      | —                                      |

#### Segunda chance
Como, até o final da rodada de audições, apenas Cee Lo Green tinha completado a sua equipe com os oito concorrentes que precisava, com Christina Aguilera e Blake Shelton com sete candidatos e Adam Levine apenas seis, os concorrentes que foram eliminados anteriormente receberam uma segunda chance. As performances no round de "segunda chance" foram os seguintes (A frase "Time Preenchido" significa que o treinador já encheu sua equipe com oito artistas):
| Ordem | Competidores                      | Música                                 | Escolha dos Treinadores e Competidores | Escolha dos Treinadores e Competidores | Escolha dos Treinadores e Competidores | Escolha dos Treinadores e Competidores |
| Ordem | Competidores                      | Música                                 | Adam                                   | Cee Lo                                 | Christina                              | Blake                                  |
| ----- | --------------------------------- | -------------------------------------- | -------------------------------------- | -------------------------------------- | -------------------------------------- | -------------------------------------- |
| 1     | Lily Elise 20, de San Anselmo, CA | "If I Ain't Got You", Alicia Keys      | —                                      | Time Preenchido                        |                                        | —                                      |
| 2     | Sonia Rao 24, de Freehold, NJ     | "Chasing Pavements", Adele             | —                                      | Time Preenchido                        | Time Preenchido                        | —                                      |
| 3     | Jared Blake 32, de Star City, AR  | "Not Ready to Make Nice", Dixie Chicks | —                                      | Time Preenchido                        | Time Preenchido                        |                                        |
| 4     | Casey Weston 18, de Naples, FL    | "Stupid Boy", Keith Urban              |                                        | Time Preenchido                        | Time Preenchido                        | Time Preenchido                        |
| 5     | Angela Wolff 25, de Metter, GA    | "Rolling in the Deep", Adele           |                                        | Time Preenchido                        | Time Preenchido                        | Time Preenchido                        |

### Episódio 3-6: Rodadas de Batalha (4 semanas)
Após as Audições às Cegas, cada treinador tinha oito concorrentes para fase de Rodadas de Batalha que foi ao ar de 10 a 31 de maio, 2011. Cada treinador escolheu para o ajudar um mentor, ou seja, um "conselheiro de confiança". Adam Blackstone ajudou Adam Levine, Monica ajudou Cee Lo Green, Sia ajudou Christina Aguilera e Reba McEntire ajudou Blake Shelton. Cada episódio apresentava quatro batalhas consistindo de pares de membros de uma mesma equipe e, em cada batalha, o treinador escolhe um dos artistas como o vencedor da batalha e este avança para a fase seguinte. Os quatro vencedores de cada treinador avançam para os Shows ao vivo.
     – Vencedor da Batalha
| Semana/Ordem | Treinador          | Competidores      | Competidores             | Música                                                        |
| ------------ | ------------------ | ----------------- | ------------------------ | ------------------------------------------------------------- |
| 1.1          | Christina Aguilera | Frenchie Davis    | Tarralyn Ramsey          | "Single Ladies (Put a Ring on It)" (Beyoncé)                  |
| 1.2          | Blake Shelton      | Patrick Thomas    | Tyler Robinson           | "Burning Love" (Elvis Presley)                                |
| 1.3          | Adam Levine        | Casey Weston      | Tim Mahoney              | "Leather and Lace" (Stevie Nicks e Don Henley)                |
| 1.4          | Cee Lo Green       | Niki Dawson       | Vicci Martinez           | "F**kin' Perfect" (Pink)                                      |
| 2.1          | Cee Lo Green       | Nakia             | Tje Austin               | "Closer (canção de Ne-Yo)" (Ne-Yo)                            |
| 2.2          | Blake Shelton      | Elenowen          | Jared Blake              | "Ain't No Mountain High Enough" (Marvin Gaye & Tammi Terrell) |
| 2.3          | Adam Levine        | Angela Wolff      | Javier Colon             | "Stand By Me" (Ben E. King)                                   |
| 2.4          | Christina Aguilera | Beverly McClellan | Justin Grennan           | "Baba O'Riley" (The Who)                                      |
| 3.1          | Christina Aguilera | Raquel Castro     | Julia Eason              | "Only Girl (In the World)" (Rihanna)                          |
| 3.2          | Blake Shelton      | Dia Frampton      | Serabee                  | "You Can't Hurry Love" (The Supremes)                         |
| 3.3          | Adam Levine        | Rebecca Loebe     | Devon Barley             | "Creep (Radiohead)                                            |
| 3.4          | Cee Lo Green       | Kelsey Rey        | Tori and Taylor Thompson | "Unwritten" (Natasha Bedingfield)                             |
| 4.1          | Adam Levine        | Jeff Jenkins      | Casey Desmond            | "Don't Let the Sun Go Down on Me" (Elton John)                |
| 4.2          | Blake Shelton      | Xenia             | Sara Oromchi             | "I'll Stand by You" (The Pretenders)                          |
| 4.3          | Christina Aguilera | Cherie Oakley     | Lily Elise               | "Since U Been Gone" (Kelly Clarkson)                          |
| 4.4          | Cee Lo Green       | Emily Valentine   | Curtis Grimes            | "Need You Now" (Lady Antebellum)                              |

### Episódio 7: Shows ao Vivo - Quartas-de-Final, Semana 1
Após termos o Top 16 definido, com quatro finalistas de cada treinador, o primeiro episódio dos Shows ao Vivo iniciou 7 de junho de 2011 (EDT), tendo apenas os times de Christina Aguilera e Blake Shelton se apresentando.
O público pode votar através de múltiplas plataformas (celular, app de smartphone, web, e loja do iTunes), tendo as linhas de votação abertas imediatamente após a transmissão de cada show ao vivo na terça-feira e fechadas às 10:00 EDT da segunda-feira seguinte (neste caso, 13 de junho).
Dois artistas de cada equipe avançam para a Semifinal, sendo um escolhido pelo público, e outro escolhido por seu respectivo treinador.
Performances da Competição
| Ordem de Performance | Treinador          | Competidor        | Música                                                    | Resultado                    |
| -------------------- | ------------------ | ----------------- | --------------------------------------------------------- | ---------------------------- |
| 1                    | Christina Aguilera | Raquel Castro     | "Blow" (Kesha)                                            | Eliminada                    |
| 2                    | Blake Shelton      | Jared Blake       | "Use Somebody" (Kings of Leon)                            | Eliminado                    |
| 3                    | Christina Aguilera | Beverly McClellan | "I'm the Only One" (Melissa Etheridge)                    | Salva pelo Público           |
| 4                    | Blake Shelton      | Dia Frampton      | "Heartless" (Kanye West)                                  | Salva pelo Público           |
| 5                    | Blake Shelton      | Xenia             | "Price Tag" (Jessie J part. B.o.B)                        | Salva por Blake Shelton      |
| 6                    | Christina Aguilera | Lily Elise        | "Big Girls Don't Cry" (Fergie)                            | Eliminada                    |
| 7                    | Blake Shelton      | Patrick Thomas    | "I Hope You Dance" (Lee Ann Womack)                       | Eliminado                    |
| 8                    | Christina Aguilera | Frenchie Davis    | "When Love Takes Over" (David Guetta part. Kelly Rowland) | Salvo por Christina Aguilera |

Performances não competitivas
| Ordem da Performance | Performance                                                                         | Música                                                                            |
| -------------------- | ----------------------------------------------------------------------------------- | --------------------------------------------------------------------------------- |
| 1                    | Jurados do The Voice: Christina Aguilera, Cee Lo Green, Adam Levine e Blake Shelton | Medley de "Bohemian Rhapsody", "We Will Rock You", "We Are the Champions" (Queen) |
| 2                    | Christina Aguilera e suas 4 finalistas                                              | "Lady Marmalade" (Labelle)                                                        |
| 3                    | Blake Shelton e seus 4 finalistas                                                   | "This Love" (Maroon 5)                                                            |

### Episódio 8: Shows ao Vivo - Quartas-de-Final, Semana 2
Em 14 de junho de 2011, o time de Adam Levine e o time de Cee Lo Green se apresentaram.
Voto procedeu como antes - começou desde o final episódio e continuando até às 10:00 EDT do dia 20 de junho.
Resultados da Semana Anterior
- No time de Christina Aguilera, o público salvou Beverly McClellan. Christina Aguilera escolheu salvar Frenchie Davis. Assim, Lily Elise e Raquel Castro foram eliminadas.
- No time de Blake Shelton, o público salvou Dia Frampton. Blake Shelton escolheu para salvar Xenia, eliminando Jared Blake e Patrick Thomas.

Performances da Competição
| Ordem de Performance | Treinador    | Competidor               | Música                                          | Resultado             |
| -------------------- | ------------ | ------------------------ | ----------------------------------------------- | --------------------- |
| 1                    | Cee Lo Green | Tori and Taylor Thompson | "Boogie Woogie Bugle Boy" (The Andrews Sisters) | Eliminados            |
| 2                    | Adam Levine  | Casey Weston             | "Black Horse and the Cherry Tree" (KT Tunstall) | Salva por Adam Levine |
| 3                    | Cee Lo Green | Vicci Martinez           | "Jolene" (Dolly Parton)                         | Salva pelo Público    |
| 4                    | Adam Levine  | Devon Barley             | "Stop and Stare" (One Republic)                 | Eliminado             |
| 5                    | Cee Lo Green | Nakia                    | "Sex on Fire" (Kings of Leon)                   | Salva por CeeLo Green |
| 6                    | Adam Levine  | Jeff Jenkins             | "Jesus, Take the Wheel" (Carrie Underwood)      | Eliminado             |
| 7                    | Cee Lo Green | Curtis Grimes            | "Addicted to Love" (Robert Palmer)              | Eliminado             |
| 8                    | Adam Levine  | Javier Colon             | "Angel" (Sarah McLachlan)                       | Salvo pelo Público    |

Performances não competitivas
| Ordem das Performances | Performances                     | Músicas                                            |
| ---------------------- | -------------------------------- | -------------------------------------------------- |
| 1                      | Cee Lo Green e seus 4 finalistas | "Everyday People" (Sly and the Family Stone)       |
| 2                      | Adam Levine e seus 4 finalistas  | "With a Little Help from My Friends" (The Beatles) |

### Episódio 9: Shows ao Vivo - Semi-Final, Semana 3
Resultados da Semana Anterior
- No time de Cee Lo Green, o público salvou Vicci Martinez. Cee Lo Green escolheu para salvar Nakia. Tori e Taylor Curtis Thompson e Grimes foram eliminados.
- No time de Adam Levine, o público salvou Javier Colon. Adam Levine escolheu para salvar Casey Weston. Devon Barley e Jeff Jenkins foram eliminados.

Semi-Finais
Em 21 de junho de 2011, o Top 8 se apresentou. A votação seguiu desde o final do episódio até às 10:00 EDT do dia 22 de junho.
Performances da Competição
| Ordem de Performance | Treinador          | Competidor        | Música                                         | Resultado |
| -------------------- | ------------------ | ----------------- | ---------------------------------------------- | --------- |
| 1                    | Christina Aguilera | Frenchie Davis    | "Like a Prayer" (Madonna)                      | Eliminada |
| 2                    | Cee Lo Green       | Nakia             | "Whataya Want From Me" (Adam Lambert)          | Eliminada |
| 3                    | Blake Shelton      | Dia Frampton      | "Losing My Religion" (R.E.M.)                  | Avançou   |
| 4                    | Adam Levine        | Casey Weston      | "I Will Always Love You" (Dolly Parton)        | Eliminada |
| 5                    | Christina Aguilera | Beverly McClellan | "The Thrill Is Gone" (B. B. King)              | Avançou   |
| 6                    | Adam Levine        | Javier Colon      | "Fix You" (Coldplay)                           | Avançou   |
| 7                    | Blake Shelton      | Xenia             | "The Man Who Can't Be Moved" (The Script)      | Eliminada |
| 8                    | Cee Lo Green       | Vicci Martinez    | "Dog Days Are Over" (Florence and the Machine) | Avançou   |

Performances não competitivas
| Ordem das Performnaces | Performances                        | Músicas                                                 |
| ---------------------- | ----------------------------------- | ------------------------------------------------------- |
| 1                      | Maroon 5 e Christina Aguilera       | "Moves Like Jagger" (Maroon 5 part. Christina Aguilera) |
| 2                      | Blake Shelton, Dia Frampton e Xenia | "Honey Bee" (Blake Shelton)                             |

### Episódio 10: Rodada Ao Vivo - Resultados da Semi-Final, Semana 3
Em 22 de junho de 2011, os finalistas foram anunciados com base em uma mistura de votação do público e votação dos treinadores. O público escolhe qual integrante de cada treinador ele prefere na final, o público terá um peso de 100 pontos por time. Após os resultados, cada jurado distribui 100 pontos entre os integrantes de seu time (os técnicos escreveram os seus pontos em envelopes que só foram abertos no fim do programa). Ambos jurados e público transportavam o mesmo peso de 100 pontos para um total de 200 pontos. Após a contagem dos votos do público e a soma dos pontos dos treinadores, o Top 4 foi: Vicci Martinez, Javier Colon, Dia Frampton, e Beverly McClellan, que avançaram para a fase Final em 28 de junho de 2011.
Resultados da Semi-Final
| Artista           | Time               | Pontos dos Treinadores | Pontos do Público | Total | Resultado |
| ----------------- | ------------------ | ---------------------- | ----------------- | ----- | --------- |
| Vicci Martinez    | Cee Lo Green       | 49                     | 75                | 124   | Finalista |
| Nakia             | Cee Lo Green       | 51                     | 25                | 76    | Eliminada |
| Javier Colon      | Adam Levine        | 65                     | 73                | 138   | Finalista |
| Casey Weston      | Adam Levine        | 35                     | 27                | 62    | Eliminada |
| Dia Frampton      | Blake Shelton      | 50                     | 56                | 106   | Finalista |
| Xenia             | Blake Shelton      | 50                     | 44                | 94    | Eliminada |
| Beverly McClellan | Christina Aguilera | 50                     | 57                | 107   | Finalista |
| Frenchie Davis    | Christina Aguilera | 50                     | 43                | 93    | Eliminado |

Performances não competitivas
| Ordem das Performances | Performances | Músicas                                        |
| ---------------------- | ------------ | ---------------------------------------------- |
| 1                      | Final 8      | "Faith / Freedom! '90" medley (George Michael) |
| 2                      | Cee Lo Green | "Bright Lights Bigger City" (Cee Lo Green)     |

### Episódio 11: Rodada Ao Vivo, Semana 4 - Final
Em 28 de junho de 2011, os quatro finalistas de cada executou uma canção original e um dueto com seu treinador. Voto procedeu imediatamente após fechar o episódio até 10:00 Eastern 29 de junho.
Competition performances
| Ordem das Performances | Treinador          | Competidor                                  | Tipo            | Música                                | Resultado             |
| ---------------------- | ------------------ | ------------------------------------------- | --------------- | ------------------------------------- | --------------------- |
| 1                      | Adam Levine        | Javier Colon                                | Música original | "Stitch by Stitch" (Javier Colon)     | Vencedor              |
| 2                      | Blake Shelton      | Dia Frampton (with Blake Shelton)           | Dueto           | "I Won't Back Down" (Tom Petty)       |                       |
| 3                      | Cee Lo Green       | Vicci Martinez                              | Música original | "Afraid to Sleep" (Vicci Martinez)    | Terceiro/Quarto lugar |
| 4                      | Christina Aguilera | Beverly McClellan (with Christina Aguilera) | Dueto           | "Beautiful" (Christina Aguilera)      |                       |
| 5                      | Blake Shelton      | Dia Frampton                                | Música original | "Inventing Shadows" (Dia Frampton)    | Vice                  |
| 6                      | Adam Levine        | Javier Colon (with Adam Levine)             | Dueto           | "Man in the Mirror" (Michael Jackson) |                       |
| 7                      | Christina Aguilera | Beverly McClellan                           | Música original | "Lovesick" (Beverly McClellan)        | Terceiro/Quarto lugar |
| 8                      | Cee Lo Green       | Vicci Martinez (with Cee Lo Green)          | Dueto           | "Love is a Battlefield" (Pat Benatar) |                       |

Non-competition performances
| Performance Order | Performers                                                                      | Song                                                       |
| ----------------- | ------------------------------------------------------------------------------- | ---------------------------------------------------------- |
| 1                 | The Voice jurados Christina Aguilera, Cee Lo Green, Adam Levine e Blake Shelton | "Under Pressure" (Queen part. David Bowie)                 |
| 2                 | Pitbull and Ne-Yo                                                               | "Give Me Everything" (Pitbull part. Ne-Yo)                 |
| 3                 | Brad Paisley e Blake Shelton                                                    | "Don't Drink the Water" (Brad Paisley part. Blake Shelton) |

### Episódio 12: Rodada Ao Vivo, Semana 4 - Resultados da Final
Aeração em 29 de junho, após as apresentações e repescagens, Daly primeiro declarou que os dois primeiros foram apenas 2% de intervalo. Em seguida, os dois artistas foram anunciados: Dia Frampton e Javier Colon. Então ele disse Javier Colon venceu a primeira temporada de The Voice.
Performances não competidas
| Performance Order | Performers                         | Song                                        |
| ----------------- | ---------------------------------- | ------------------------------------------- |
| 1                 | Vicci Martinez and Patrick Monahan | "Drops of Jupiter (Tell Me)" (Train)        |
| 2                 | Javier Colon and Stevie Nicks      | "Landslide" (Fleetwood Mac)                 |
| 3                 | Beverly McClellan and Ryan Tedder  | "Good Life" (One Republic)                  |
| 4                 | Dia Frampton and Miranda Lambert   | "The House That Built Me" (Miranda Lambert) |

## Recepção e Audiência da TV
O episódio de estréia, em que era visto como uma surpresa relativa, foi a cerimônia mais visto na noite em que foi ao ar, atraindo mais espectadores do que alto perfil concorrentes Dancing with the Stars no ABC (em pessoas 18-49; DWTS teve mais espectadores em geral ) e na Fox Glee. A estréia da série ganhou 11,775 milhões de telespectadores a partir de 9 11:00. Chegou a ser 22:45, com 13.398 mil espectadores (live + SD).
Rolando Mallika Stone disse Rao de episódio de estréia da série, "Será que este conceito ser a importação melhores pirando holandesa desde pirando tulipas e pânico Eddie Van Halen?" Apesar de uma audiência alta, em sua estréia, o espetáculo recebeu críticas desiguais na Metacritic , que detém em 58.
| #  | Título                    | Data original que foi ao ar | Produção code | Audiência EUA (milhão) |
| -- | ------------------------- | --------------------------- | ------------- | ---------------------- |
| 1  | "Blind Auditions, Part 1" | 26 de abril de 2011         | 101           | 11.78                  |
| 2  | "Blind Auditions, Part 2" | 3 de maio de 2011           | 102           | 12.58                  |
| 3  | "The Battle, Part 1"      | 10 de maio de 2011          | 103           | 10.45                  |
| 4  | "The Battle, Part 2"      | 17 de maio de 2011          | 104           | 10.01                  |
| 5  | "The Battle, Part 3"      | 24 de maio de 2011          | 105           | 8.48                   |
| 6  | "The Battle, Part 4"      | 31 de maio de 2011          | 106           | 14.41                  |
| 7  | "Top 16 Perform (Part 1)" | 7 de junho de 2011          | 107           | 12.31                  |
| 8  | "Top 16 Perform (Part 2)" | 14 de junho de 2011         | 108           | 12.33                  |
| 9  | "Top 8 Perform"           | 21 de junho de 2011         | 109           | 12.05                  |
| 10 | "Top 8 Results"           | 22 de junho de 2011         | 110           | 10.01                  |
| 11 | "Final 4 Perform"         | 28 de junho de 2011         | 111           | 12.70                  |
| 12 | "Season Finale"           | 29 de junho de 2011         | 112           | 11.05                  |

## Finalistas
– Vencedor
     – Vice
     – Terceiro Lugar
     – Quarto Lugar
     – Eliminado na Semifinal
     – Eliminado nas Quartas-de-Final
     – Eliminado na Rodada de Batalhas
| Team               | Atos            | Atos           | Atos          | Atos            | Atos          | Atos                   | Atos           | Atos              |
| ------------------ | --------------- | -------------- | ------------- | --------------- | ------------- | ---------------------- | -------------- | ----------------- |
| Adam Levine        | Tim Mahoney     | Angela Wolff   | Rebecca Loebe | Casey Desmond   | Devon Barley  | Jeff Jenkins           | Casey Weston   | Javier Colon      |
| Blake Shelton      | Tyler Robinson  | Elenowen       | Serabee       | Sara Oromchi    | Jared Blake   | Patrick Thomas         | Xenia          | Dia Frampton      |
| Christina Aguilera | Tarralyn Ramsey | Justin Grennan | Julia Eason   | Cherie Oakley   | Raquel Castro | Lily Elise             | Frenchie Davis | Beverly McClellan |
| Cee Lo Green       | Niki Dawson     | Tje Austin     | Kelsey Rey    | Emily Valentine | Curtis Grimes | Tori & Taylor Thompson | Nakia          | Vicci Martinez    |

## The Voice Live on Tour
No último episódio, o apresentador Carson Daly anuncou uma turnê de verão. Este passeio tem seis parar nos Estados Unidos, incluindo Los Angeles, Las Vegas, Chicago, Boston, Wallingford e Nova York. A turnê contará com os dois primeiros finalistas de cada equipe, incluindo Javier Colon, Dia Frampton, Vicci Martinez, Beverly McClellan, Xenia, Frenchie Davis, Nakia e Casey Weston.